# Герб селища Ялти
Герб Я́лти — офіційний символ селища Ялта затверджений 13 січня 1997 року. Автор — Олег Киричок.

## Опис
Щит скошений зліва золотим і лазуровим, на перетині вузький теракотовий пояс з грецьким орнаментом золотого кольору — меандром. У верхній частині лазурове гроно винограду з зеленим листком, в нижній — золотий човен, що пливе по морю під білим вітрилом і таким же вимпелом.

## Значення символів
Ялта заснована грецькими переселенцями, що прийшли сюди з Криму, нащадки яких і нині мешкають у даній місцевості, що зображено у вигляді традиційного грецького орнаменту.
Крім того, Ялта — приморське місто на березі Азовського моря — одне з найпопулярніших місць відпочинку жителів Донецької області. Вітрильник у нижній частині підкреслює, що Ялта саме морський курорт.
Гроно винограду у верхній частині показує, що в даній місцевості вирощують південні, теплолюбні овочі і фрукти, які у достатку і постачають жителі цих місць не тільки для численних відпочивальників, але і в багато районів Донецької області.
Додатковий зміст має і кольорове вирішення герба:
- золотий — символ багатства, привітності, величі, якими завжди вирізнялися місцеві жителі;
- лазуровий виражає не тільки морську тематику, але і є символом світлих надій, добрих устремлінь.